# بالی بیبی
کیتلین فلچر (به انگلیسی: Kaitlin Fletcher؛ زادهٔ ۱۵ ژوئن ۱۹۹۷) که بیشتر با نام هنری خود بالی بیبی (به انگلیسی: Bali Baby) شناخته می‌شود رپ‌خوان آمریکایی ساکن آتلانتا، جورجیا می‌باشد. مجله آی-دی در سال ۲۰۱۸ وی را «یکی از معدود رپرهای زن همجنسگرا با هرنوع رنگ‌پوستی در بازی» توصیف می‌کرد. در مارس سال ۲۰۱۸ شرلی جو از هفته‌نامه لس آنجلس بالی بیبی را به‌عنوان «جذاب‌ترین هنرمند زن رپی که از آتلانتا پاگشوده است» توصیف کرد.